# فرشته چهارم
فرشته چهارم (به انگلیسی: The Fourth Angel) فیلمی محصول سال ۲۰۰۱ و به کارگردانی جان اروین است. در این فیلم بازیگرانی همچون جرمی آیرونز، جیسون پریستلی، فارست ویتاکر، شارلوت رمپلینگ، لوئیز مکسول، تیموتی وست و ایان مک‌نیس ایفای نقش کرده‌اند.